# Montenegró világörökségi helyszínei
Montenegró területéről eddig négy helyszín került fel a világörökség listájára, hat helyszín a javaslati listán várakozik a felvételre.
| | Kotor |
| 1979, kisebb módosítások: 2012, 2015 |       |
| Kulturális (I)(II)(III)(IV) |       |
| Védett terület: 14 600 ha, puffer zóna: 36 491 ha, hivatkozás: 125 |       |
| Kotor városa a középkorban a kereskedelem, az ikonfestészet, az aranyművesség és a kőfaragás egyik fontos központja volt. A régió jelentős szerepet játszott a mediterrán kultúra elterjedésében a Balkánon. A nagyméretű természetes kikötővel rendelkező Kotort ókori görög telepesek alapították. Később a Római Birodalom fennhatósága alá került, majd a Bizánci Birodalom egyik autonóm településévé vált. A 13. és a 14. században fontos kikötőváros volt. Az évszázadok során számos birodalom harcolt a város feletti uralom megszerzéséért, a harcok mellett számos földrengés okozta kárt szenvedett el. Különösen nagy kárt okozott az 1667-es földrengés, az utolsó, 1997-es földmozgás után az egész várost kiürítették és intenzív, azóta teljesen befejezett helyreállítási munkába kezdtek. A települést öt kilométer hosszú pártázatos oromzatú fal veszi körül. Román stílusú katedrálisa a 12. században épült, majd az 1667-es földrengés után helyreállították. A 12. század végére datálható Szent Lukács-templom a középkori raškai szerb stílusú egyházi építészet egyik korai példája. A Szent János-erőd romjai a városközpont felett 250 méter magasságban helyezkednek el. |       |

| | Durmitor Nemzeti Park |
| 1980, kiterjesztés és kisebb módosítás: 2005 |                       |
| Természeti (VII)(VIII)(X) |                       |
| Védett terület: 32 100 ha, hivatkozás: 100 |                       |
| A világörökségi helyszín az utolsó jégkorszak gleccserei által kialakított Durmitor-hegység legmagasabb hegycsúcsából, valamint a nemzeti parkból áll. A „durmitor” szó feltehetően kelta eredetű, jelentése „hegység, sok tóval”. A területen számos példája látható a folyami és jeges talajerózió jelenségekre. A park területén található Európa egyik utolsó vadvizű folyója, a Tara-folyó, ami a kontinens legmélyebb szurdokát (1300 méter) vájta a hegyek közé. Változatos növény- és állatvilágát annak köszönheti, hogy viszonylag kis területen a nagy magasságkülönbségek miatt egyszerre érvényesülnek a mediterrán és a hegyi mikroklíma időjárási hatásai. A park gazdag növényzetében harminchét endemikus fajt azonosítottak, melyek közül hat kizárólag ezen a területen honos. Ezen kívül itt látható Európa egyik utolsó, érintetlen feketefenyő-erdeje. Az itt élő állatok közül megtalálható a barna medve, a farkas, a vaddisznó, a vadmacska, a zerge, különböző sasfajok, a szirtifogoly, a siketfajd és a nyírfajd. A számos turistaúton megközelíthető Fekete-tó mélysége helyenként eléri a 49 métert. |                       |

| | Stećak - középkori sírkövek |
| Bosznia-Hercegovina, Horvátország, Montenegró és Szerbia közös világörökségi helyszíne |                             |
| 2016 |                             |
| Kulturális (III)(VI) |                             |
| Védett terület: 49,15 ha, puffer zóna: 324,2 ha, hivatkozás: 1504 |                             |
| A Stećak (többes számban stećci) díszesen faragott sírkő, Európa középkorának egyedi régészeti és történelmi hagyatéka. A világörökségi helyszínhez megközelítőleg 4000 ilyen sírkő tartozik, 28 temetőből. A négy ország területén eddig 3300 helyszínen megközelítőleg 70 000 sírkövet jegyeztek fel. A legkorábbiak a 12. század második felére a legkésőbbiek a 16. századra datálhatók, a legtöbb követ a 14. és a 15. században faragták. Bár szorosan a középkorhoz kötődnek sokkal korábbi, történelem előtti hatások is kimutathatók rajtuk. Formájuk változatos, lehetnek egyszerű kőlapok, dobozszerű vagy nyeregtetővel fedett sírkövek, keresztek, oszlopok. Minőségük nagymértékben függ a kőfaragó technikai felkészültségétől és a megrendelő kívánságaitól. Bár a 16. századtól nem faragtak újabb köveket mégis napjainkig hatnak a környéken élők kultúrájára, történeket kapcsolódnak hozzájuk és hatással vannak a helyi művészekre, festőkre, szobrászokra, költőkre és fényképészekre is. A helyszínhez tartozó valamennyi sírkő eredeti helyén található és viszonylag jó állapotban van, a 28 helyszín kiválasztásakor törekedtek arra, hogy minden jellegzetes formájuk képviselve legyen. A kövek tanulmányozása és dokumentálása a 19. században kezdődött és jelenleg is tart. |                             |

| | 16–17. századi velencei védművek |
| Horvátország, Montenegró és Olaszország közös világörökségi helyszíne |                                  |
| 2017 |                                  |
| Kulturális (III)(IV) |                                  |
| Védett terület: 378,37 ha, puffer zóna: 1 749,62 ha, hivatkozás: 1533 |                                  |
| Horvátország, Montenegró és Olaszország közös világörökségi helyszínéhez összesen 15 védmű tartozik. A védművek egy több mint ezer kilométeres vonalon fekszenek Lombardiától az Adriai-tenger keleti partjáig. Az erődítményrendszer két részre oszlik, a "Stato da Terra" a Velencei Köztársaságot óvta a többi európai állam támadásától, míg a "Stato da Mar" az Adriai-tengertől kelet felé tartó tengeri kereskedelmi útvonalakat és hozzájuk tartozó kikötőket védte. Az erődrendszer a velenceiek fennhatóságát fejezte ki a meghódított területeken és elősegítette a további terjeszkedést. A puskapor használatának elterjedése alapvetően változtatta meg a hadviselési szokásokat, ennek következtében a katonai célú építészetet is ami az úgynevezett "alla modernal" (modern) típusú bástyákkal ellátott erődítmények építésében figyelhető meg. |                                  |

## Javasolt helyszínek
| Megnevezés                                                                    | Kép | Típus      | Kritérium    | Év   | Link |
| ----------------------------------------------------------------------------- | --- | ---------- | ------------ | ---- | ---- |
| Ulcinj óvárosa                                                                |     | Kulturális | II, IV, V    | 2018 | 6300 |
| A Kárpátok és más európai régiók ősbükkösei helyszín montenegrói kiegészítése |     | Természeti | IX           | 2018 | 6325 |
| Biogradska Gora Nemzeti Park                                                  |     | Természeti | VII, VIII, X | 2010 | 5569 |
| Cetinje történelmi magja                                                      |     | Kulturális | II, III, VI  | 2010 | 5561 |
| Bar óvárosa                                                                   |     | Kulturális | II, III, V   | 2010 | 5562 |
| Duklja                                                                        |     | Kulturális | II, III, V   | 2010 | 5563 |